# Makoto Teguramori

Makoto Teguramori (手倉森 誠 Teguramori Makoto?,  nacido el 14 de noviembre de 1967 en Aomori) es un exfutbolista japonés que se desempeñaba como centrocampista.

## Trayectoria

### Clubes
| Club            | País  | Año         |
| --------------- | ----- | ----------- |
| Kashima Antlers | Japón | 1986 - 1992 |
| NEC Yamagata    | Japón | 1993 - 1995 |